# Poa saltuensis ssp. saltuensis
Poa saltuensis ssp. saltuensis là một phân loài cỏ trong họ hòa thảo, thuộc chi poa.